# スプリングヒル (テネシー州)
スプリングヒル（Spring Hill）は、アメリカ合衆国テネシー州のウィリアムソン郡にある都市。人口は5万0005人（2020年）。州都ナッシュビルの南50キロメートルに位置している。市域の一部はモーリー郡に入っている。

## 概要
ナッシュビルのベッドタウンである。2020年アメリカ合衆国国勢調査によれば、平均世帯年収は約13万ドルであり、テネシー州で最も裕福な自治体のひとつだった。

## 歴史
1864年に南北戦争のスプリングヒルの戦いがあった所である。

## 経済
ゼネラルモーターズが1980年代に建設した自動車工場がある。